# Герб Рейнланд-Пфальцу
Державний герб, як і державний прапор, є однією з національних емблем землі Рейнланд-Пфальц. Це було визначено законом від 10 травня 1948 року на виконання статті 74 конституції землі. Дизайн — Йозеф Деку.

## Державний герб

### Опис
Державний герб має форму геральдичного заокругленого щита. Він розділений вилоподібно на три частини. У першій червоний хрест у срібному полі, у другій — срібне колесо з шістьма спицями у червоному полі, у третій — золотий лев з червоною короною та озброєним у чорному. Герб увінчаний золотою народною короною (листя винограду).

### Символіка

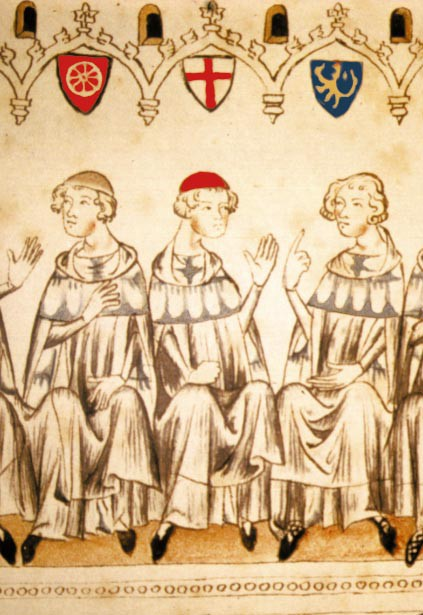
Три курфюрсти під своїми гербами: в. л. Петер Майнцький, Балдуін Трірський і пфальцграф Баварський Рудольф (1341)

На державному гербі зображені символи колишніх курфюрств Трір, Майнц і Пфальц у Священній Римській імперії німецької нації:
- пфальцький лев: золотий лев із червоною короною був вперше задокументований під Віттельсбахським графом-палатином Отто Знатним у його кінній печатці 1229 року. Проте, ймовірно, він старший і, ймовірно, сходить до гвельфського графа Палатина, який правив з 1195 по 1214 рік.
- червоний Георгіївський хрест на срібному тлі, символ архідієцезії та курфюрства Тріра. Вперше він з'явився в 1273 році на задній печатці архієпископа Генріха II і представляв виборчий штат до секуляризації в 1803 році.
- і на червоному тлі срібне Майнцьке колесо з шістьма спицями єпархії та архієпископства Майнца, яке також використовувалося з ХІІІ століття на печатці.

Корону Пфальцького Лева можна простежити до особливого рангу герцогів Баварії як «графів Пфальц Рейну».
Піднесена народна корона з п'яти стилізованих виноградних листків золотого кольору вказує на важливість виноградарства в землі Рейнланд-Пфальц. Загалом шість із 13 виноробних регіонів Німеччини для якісних і предикатних вин знаходяться в межах країни. Народна корона не є монархічним символом, а символом народного суверенітету.

## Геральдичний символ

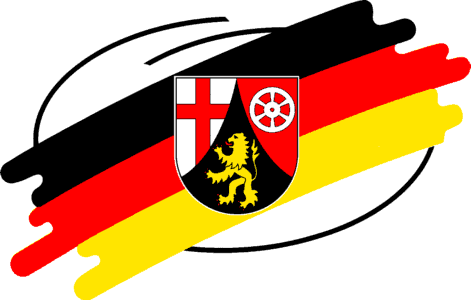
Герб землі Рейнланд-Пфальц

Геральдичний символ є спрощеним зображенням державного герба і може використовуватися без дозволу, але не може бути змінений.
У геральдичному символі відсутні народна корона, а також червона корона та детальні малюнки лева на чорному хутрі. На тлі додано чорно-червоно-золоті градієнтні смуги та чорну завивку.

### Державний герб на поштових марках

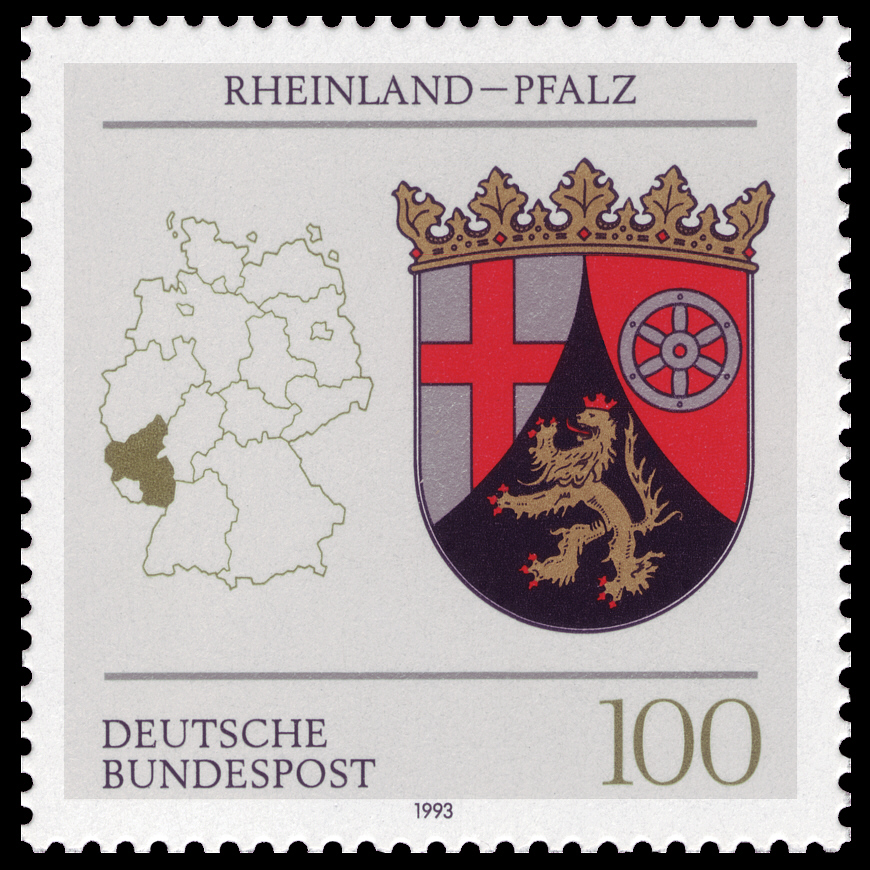
Поштовий знак 1993 року із серії: Герби федеральних земель Федеративної Республіки Німеччина